# Кордс-Лейкс (Аризона)
Кордс-Лейкс (англ. Cordes Lakes) — переписна місцевість (CDP) в США, в окрузі Явапай штату Аризона. Населення — 2684 особи (2020).

## Географія
Кордс-Лейкс розташований за координатами 34°18′37″ пн. ш. 112°6′26″ зх. д. / 34.31028° пн. ш. 112.10722° зх. д. (34.310276, -112.107302).  За даними Бюро перепису населення США в 2010 році переписна місцевість мала площу 28,00 км², уся площа — суходіл.

## Демографія
Згідно з переписом 2010 року, у переписній місцевості мешкали 2633 особи в 1149 домогосподарствах у складі 707 родин. Густота населення становила 94 особи/км².  Було 1463 помешкання (52/км²).
Расовий склад населення:
| - 92,9 % — білих - 1,4 % — корінних американців - 0,8 % — чорних або афроамериканців - 0,2 % — азіатів - 2,1 % — осіб інших рас |

До двох чи більше рас належало 2,6 %. Частка іспаномовних становила 8,1 % від усіх жителів.
За віковим діапазоном населення розподілялося таким чином: 18,9 % — особи молодші 18 років, 56,1 % — особи у віці 18—64 років, 25,0 % — особи у віці 65 років та старші. Медіана віку мешканця становила 49,5 року. На 100 осіб жіночої статі у переписній місцевості припадало 106,2 чоловіків;  на 100 жінок у віці від 18 років та старших — 105,5 чоловіків також старших 18 років.
Середній дохід на одне домашнє господарство  становив 42 828 доларів США (медіана — 30 815), а середній дохід на одну сім'ю — 40 207 доларів (медіана — 35 804). За межею бідності перебувало 25,4 % осіб, у тому числі 51,5 % дітей у віці до 18 років та 2,0 % осіб у віці 65 років та старших.
Цивільне працевлаштоване населення становило 952 особи. Основні галузі зайнятості: освіта, охорона здоров'я та соціальна допомога — 15,0 %, мистецтво, розваги та відпочинок — 14,4 %, роздрібна торгівля — 13,6 %.